# Trinity Universe
Trinity Universe é um rpg feito em colaboração entre a NIS (Disgaea), Idea Factory(Spectral Souls) e Gust (Atelier Iris) exclusivo para o Playstation 3. Em "Trinity Universe" vamos ter duas linhas de história, Goddess e Devil King. O Goddess ficou a cargo da Gust enquanto que a Nippon Ichi trabalhou na história para Devil King. O lançamento está marcado para Agosto de 2009.